# Chintara Sukapatana
Chintara Sukapatana  (จินตหรา สุขพัฒน์ (Chintara Sukkhaphat) / จิตติมาฆ์ สุขพัฒน์ (Chittima Sukkhaphat) / Mam Jintara Sukapat / Maem Chintara Sukapatana / Jintara Sukapat) est une actrice thaïlandaise née le 22 janvier 1965 à Bangkok.

## Biographie
Chintara est très célèbre en Thaïlande dès le milieu des années 1985 car, avec l'acteur Santisuk Promsiri, elle forme alors le nouveau couple vedette du cinéma thaïlandais (après Mitr Chaibancha et Petchara Chaowarat ; puis Sombat Metanee et Aranya Namwong ;  et Sorapong Chatree et Naowarat Yuktanan)  et fait rêver des milliers d'adolescents composant le public de ces années-là. 
Un de ses rôles les plus connus est celui de Trinh dans Good Morning, Vietnam (sorti en 1987) où elle apparaît aux côtés de Robin Williams. 
Elle est l'actrice principale de la série de films thaïlandais pour adolescents extrêmement commerciale Boonchu (บุญชู) (9 films) des années 1990 et 2000 réalisé par Bandit Ritthakol. 
C'est aussi l'actrice principale des films Muen and Rid (1994) de Cherd Songsri et  Le Pensionnat (2006) de Songyos Sugmakanan.

## Filmographie
- สองพี่น้อง (1985)
- ผู้ใหญ่ลีกับนางมา (1985)
- เมียแต่ง (1986)
- พ่อจอมยวน แม่จอมยุ่ง (1986)
- ปัญญาชนก้นครัว (1986)
- หลังคาแดง (1987)
- หวานมันส์ ฉันคือเธอ (1987)
- The Seed (ด้วยเกล้า) (1987)
- รักใคร่ (1987)
- เหยื่อ (1987)
- สะพานรักสารสิน (1987)
- The Promise (คำมั่นสัญญา) (1987)
- Good Morning, Vietnam (กูดมอร์นิงเวียดนาม) (1987)[8]
- The Red Roof (หลังคาแดง) (1987)
- บุญชู (Boonchu) (1988)
- Dr Karn (เขาชื่อกานต์) (1988)
- Virgin Market (ตลาดพรหมจารี) (1988)
- คู่กรรม (1988)[9]
- บุญชู ผู้น่ารัก (Boonchu Phu Narak) (1988)
- Silhouette of God (คนทรงเจ้า) (1989)
- เทวดาตกสวรรค์ (1989)
- บุญชู 2 น้องใหม่ (Boonchu 2) (1989)
- บุญชู 5 เนื้อหอม (Boonchu 5) (1990)
- บุญชู 6 โลกนี้ดีออก สุดสวย น่ารักน่าอยู่ ถ้าหงุ่ย (Boonchu 6) (1991)
- บุญชู 7 รักเธอคนเดียวตลอดกาลใครอย่าแตะ (Boonchu 7) (1993)
- Amdaeng Muen kab nai Rid (อำแดงเหมือนกับนายริด  / Muen and Rid) (1994)
- Once Upon a Time...This Morning (กาลครั้งหนึ่ง เมื่อเช้านี้ / Kalla khrung nueng... muea chao nee / Once Upon a Time) (1994)
- บุญชู 8 เพื่อเธอ (Boonchu 8) (1995)
- Satang (สตางค์) (2000)
- In the name of godfather (ชื่อชอบชวนหาเรื่อง) (2003)
- Feng Shui (ฮวงจุ้ย ฟ้า-ดิน-คน-ลิขิต) (2003)
- Le Pensionnat (2006)[10],[11]
- บุญชู ไอ เลิฟ สระ อู (Boonchu 9) (2008)
- บุญชู จะอยู่ในใจเสมอ (Boonchu 10) (2010)
- Love, Not Yet (รักจัดหนัก) (2011)